# Reinhard Radsch
Reinhard „Rainer“ Radsch (* 23. Oktober 1955 in Halle (Saale)) war Fußballspieler in Halle und Schkopau. Für die BSG Chemie Buna Schkopau spielte er 1981/82 in der DDR-Oberliga, der höchsten Spielklasse des DDR-Fußball-Verbandes.

## Fußballkarriere
Radsch begann seine Fußball-Laufbahn 1962 als Spieler der Kindermannschaft des SC Chemie Halle. Beim Sportclub durchlief er alle Nachwuchsmannschaften bis zur DDR-Nachwuchsoberliga. So gehörte er 1966 auch zu den Spielern, die mit der Fußballsektion des Sportclubs zum neu gegründeten Halleschen FC Chemie (HFC) wechselten.
In der Saison 1976/77 spielte er für die Armeesportgemeinschaft Vorwärts Dessau, bevor er zum HFC zurück wechselte.
Für die Saison 1979/80 delegierte ihn der HFC zum zweitklassigen DDR-Ligisten, der Betriebssportgemeinschaft (BSG) Chemie Buna Schkopau. Dort gehörte er 1980/81 zu der Mannschaft, die überraschend den Aufstieg in die DDR-Oberliga schaffte. Von den 30 DDR-Liga-Spielen dieser Saison bestritt der 1,78 m große Radsch 29 Spiele und erzielte ein Tor. In der Oberligasaison 1981/82 fehlte er nur bei zwei Punktspielen und war wieder mit einem Tor erfolgreich.
Die BSG Chemie Buna Schkopau konnte sich in der Oberliga nicht halten und stieg nach einem Jahr wieder in die DDR-Liga ab. Radsch blieb weiterhin bis Sommer 1984 Spieler der BSG Chemie, bis er in der Saison 1984/85 so schwer verletzt wurde, dass er den Leistungssport beenden musste.
Radsch wurde in seiner Karriere als Abwehrspieler überwiegend im Mittelfeld eingesetzt. Er bestritt 95 Spiele in der DDR-Liga, Oberliga sowie im FDGB-Pokal und erzielte dabei 5 Tore.

## Privates
Obwohl er im Besitz eines Meisterbriefes der „volkseigenen Industrie“ war, übernahm Radsch nach seiner Sportkarriere Ende der 1980er Jahre die Eisdiele der Schwiegereltern, das Eiseck-Radsch in Halle-Kanena, die er bis 2023 führte und danach in Ruhestand ging. Radsch ist verheiratet, Vater eines Sohnes und lebt in Kleinkugel.